# Aksamitka (wstążka)

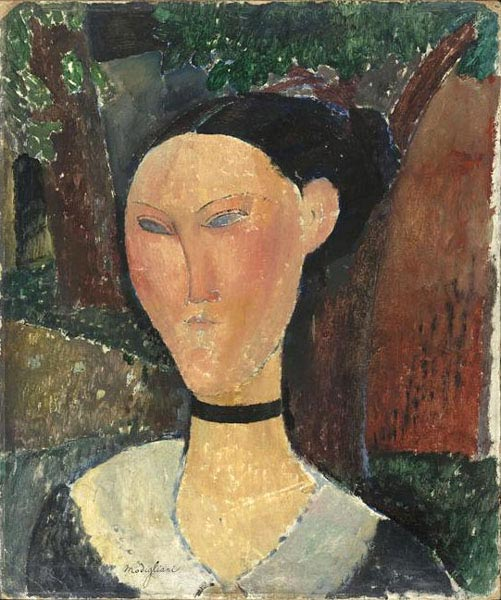
Kobieta z aksamitną wstążką, Amedeo Modigliani, olej na płótnie, 1915

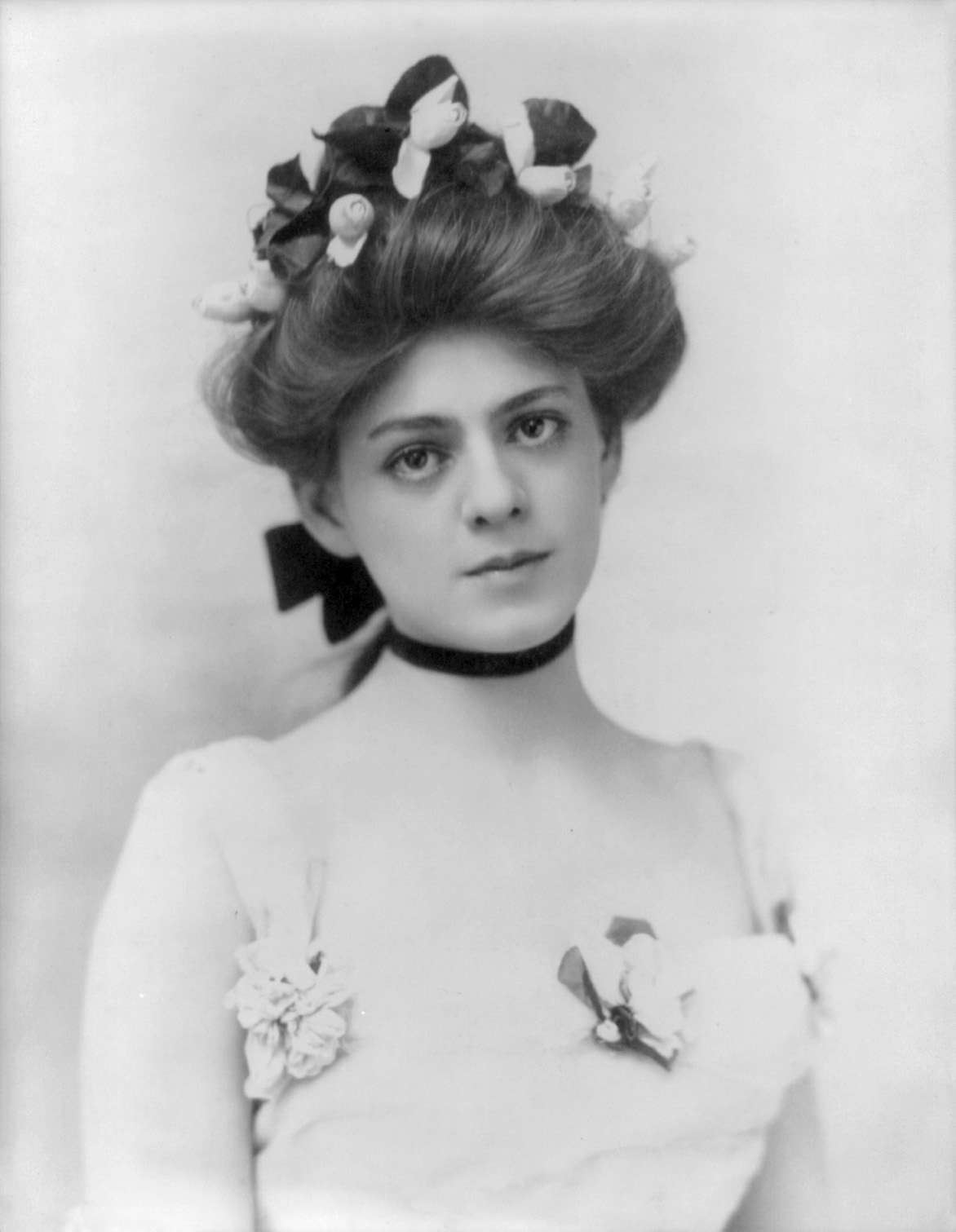
Aktorka Ethel Barrymore z aksamitką na szyi, fotografia z roku 1901

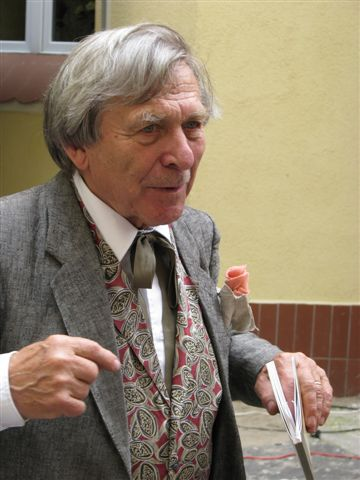
Wojciech Siemion w tradycyjnej dla siebie aksamitce zamiast krawata

Aksamitka – wyrób pasmanteryjny w formie gładkiej wstążki z aksamitu, zwykle dość wąskiej, o różnych kolorach.
Surowcem bazowym do wyrobu aksamitek mogą być np. bawełna, jedwab, włókna sztuczne lub ich połączenia, a początki ich wytwarzania w Europie Zachodniej datuje się na co najmniej XVII wiek. Używane są m.in. do wiązania włosów, ozdabiania odzieży i nakryć głowy czy wyrobu akcesoriów zdobniczych.

## Aksamitka w modzie damskiej
W stroju damskim kilkakrotnie powracała moda na czarną aksamitkę noszoną na szyi, samodzielnie lub z jakąś zawieszką albo przypinką, zwykle w okresach, gdy bardziej odsłaniano ramiona i noszono głębsze dekolty. Zaświadcza o niej np. ksiądz Kitowicz w rozdziale swego Opisu obyczajów dotyczącym strojów kobiecych z epoki Augusta III Sasa:

Szyję zdobiły najprzód koralami, potem koralami z perłami przeplatanymi, potem samymi perłami, potem łańcuszkami złotymi, na ostatku wąską aksamitką czarną, od której spadał między piersi misternej roboty krzyżyk dyjamentowy lub inny jaki portrecik kamelizowany, albo też bez żadnej figury drogi kamień świecący.

Opaska na szyję z aksamitki noszona była też w 2. połowie XIX wieku – w Polsce wraz z wieszanym nań krzyżykiem bywała patriotyczną biżuterią żałobną po klęsce powstania styczniowego. Szczególnie popularna była na przełomie XIX i XX wieku, w okresie secesji, gdy podkreślać miała modną wtedy wydłużoną, „łabędzią” linię szyi. Czarną aksamitką zdobiła szyję na przykład panna Walentyna, jedna z drugoplanowych bohaterek powieści Bolesława Prusa pt. Anielka z 1880 roku. Jest ona też widoczna na jednym z portretów kobiecych Amedeo Modiglianiego z 1915 roku.
Przez prawie 20 lat (od 1978 do 1998 roku) aksamitka – w miejsce krawata – była elementem umundurowania funkcjonariuszek Straży Przemysłowej.
Aksamitka na szyi występuje i we współczesnej modzie inspirowanej przeszłością, m.in. w tzw. stylu vintage.

## Aksamitka u znanych osób
Jedną z rozpoznawalnych osób z czarną aksamitką noszoną zamiast krawata był aktor Wojciech Siemion, który na każdym kroku podkreślał swoje chłopskie pochodzenie. To właśnie m.in. charakterystyczna aksamitka miała zaakcentować pochodzenie, którego się nie wstydził.

## Aksamitka w literaturze współczesnej i filmie
W literaturze współczesnej aksamitka pojawiająca się w opisach postaci kobiecych może stanowić element stylizacji na przeszłość, np. czarodziejka Yennefer z sagi fantasy o wiedźminie Geralcie Andrzeja Sapkowskiego ma „piękną, odsłoniętą głęboko szyję, a na niej śliczną czarną aksamitkę i śliczną skrzącą się gwiazdę”. W powieści Jacka Dukaja pt. Lód, której akcja toczy się w świecie alternatywnym w 1924 roku, czarną aksamitkę z czerwonym kamieniem nosi na szyi Jelena Muklanowiczówna, poznana przez głównego bohatera, Benedykta Gierosławskiego, podczas podróży koleją na Syberię. Z kolei w filmie Lekarstwo na miłość główna bohaterka, grana przez Kalinę Jędrusik Joanna radzi swej przyjaciółce Jance (w tej roli Krystyna Sienkiewicz) by ta – z braku odpowiedniej biżuterii – użyła zawieszonej na aksamitce zielonej broszy.